# Propsephus hirsutus
Propsephus hirsutus là một loài bọ cánh cứng trong họ Elateridae. Loài này được Basilewsky miêu tả khoa học năm 1958.